# Gute Laune TV

HD Logo

Gute Laune TV ist ein digitaler Fernsehsender, der deutschsprachige Musik aus den Bereichen Schlager,  volkstümlicher Schlager und Volksmusik sendet. Der Sender strahlt in seinem 24-stündigen Spartenprogramm Musikclips aus. Seit Neujahr 2021 verschwanden alle Clips aus der ZDF-Hitparade, Disco, Deutsche Schlagerparade oder dem WWF Club. Seitdem sendet Gute Laune TV nur noch offizielle Videoclips und selbstgedrehte Gute-Laune-TV-Videoclips.
Gute Laune TV wird von der Gute Laune TV GmbH mit Sitz in Landshut produziert. Sie gehört zur High View Holding GmbH (100 %, Stand: 11. Februar 2019). Der Geschäftsführer ist Alexander Trauttmansdorff.
Der Kanal erhielt seine Zulassung von der Medienanstalt Berlin-Brandenburg (MABB) am 22. Juni 2005.

## Empfang
Gute Laune TV ist in Deutschland über die Plattformen von Unitymedia, Amazon, 1&1 sowie Diveo/M7 zu empfangen. In der Schweiz kann der Sender über UPC Schweiz, Digital Cable Group und Swisscable empfangen werden, in Österreich bei Magenta Telekom, HD Austria und über Liwest. Seit Mai 2017 ist Gute Laune TV in HD bei Amazon Video als Prime-Kunde zubuchbar. Seit einiger Zeit sind alle Gute Laune TV Sendungen auf den Channel nicht verfügbar. Nur Schlager und Heimatfilme können abgerufen werden. Sind aber nur auf dem Channel zu sehen. Und ist ebenso im Perfect-Paket des Streaming-Dienstes Waipu.tv enthalten. Ende 2020 wurde die Verbreitung über das Kabelnetz der Vodafone (zuvor Kabel Deutschland) eingestellt.
- Live – Die besten Konzertclips
- Melodien für Sie
- Ohrwürmer
- Schlager Aktuell
- Schlager Express
- Schlager fürs Herz
- Schmankerl der Volksmusik
- Zwischentöne
- First Moment